# 分島花音
分島 花音（わけしま かのん、1988年6月28日 - ）は、日本の女性シンガーソングライター、チェリスト、作詞家、作曲家、イラストレーター。
ソロアーティストとしてはJ-POP初のチェロ・ボーカリストと言われている。ソニー・ミュージックパブリッシング所属。

## 来歴
両親の勧めで3歳の頃からチェロを習い始め、中学時代から音楽活動を開始。弦楽アンサンブル・グループやチェロデュオを結成し、15歳で古楽コンサートにバロック・チェロで参加。チェリストとして多数のリサイタルやジョイント・コンサートを経験する。中学の終わり頃から音楽創作を始める。高校に進学し、軽音楽部に所属。ボーカルを始める。高校1年の文化祭で初めてボーカリストとしてステージに立つ経験もする。
高校在学中、Sony Music主催のオーディションに応募し、ファイナリストに選出。その後Sony Musicと契約する。契約後、現在活動休止中のMALICE MIZERのリーダーで、現在はソロサウンドプロジェクトMoi dix Moisとして活動する、ヴィジュアル系アーティストのManaと出会う。ソニーからの依頼を受けたManaは、チェロを弾きながら歌うという独特なスタイルに魅かれ、分島の音楽プロデュースを請け負った。Manaにとっては初の女性アーティストのプロデュースであった。
2008年5月28日、Manaプロデュースのもと、シングル「still doll」でDefSTAR RECORDSよりデビュー。チェロ・ボーカリストのメジャーデビューは日本初のことであった。作詞は分島自身が担当。また、ジャケット内のイラストもすでに自身が描いている。
活動からわずか一年足らずで、ファースト・アルバム『侵食ドルチェ』が2009年2月に発売された。さらに同作のヨーロッパでの先行発売、およびフランスでのライブ・イベントへの出演など、海外へ進出する機会も多くなってきている。
2009年8月9日にShibuya O-WESTで初のワンマン・ライブ「絵画的音楽会」を行う。ライブでは3面のチェロを使い分けて演奏した。
なお、Manaによるトータルプロデュースは1stアルバムまでである。2ndアルバムは8曲をプロデュースしている。以降はManaによるプロデュースは終了。
2011年9月、セルフプロデュースによるコンセプト・ワンマンライブ『The strange treat!』を開催。アルバム収録曲の他、学生時代から自身が作詞・作曲してきた未音源化楽曲を披露した。
『私は「シンガーソングライター」としてセルフプロデュースできるアーティストとして頑張っていくのが、オーディションを受けたときからの目標であり、夢でした。』と自身のAmebaブログで述べているように、デビュー当時のプロデュースによる世界観とは違った分島自身の独自の表現で現在は活動している。
同ブログでは『ロリータも大好き！でも、大好きな物はもっといっぱいあって自分の芸術をみなさんに楽しんでもらう上で、既存のアイテムやイメージだけでは伝えきれない事が多過ぎて、自分の表現したい物、好きな物、好きな音楽を、1から手作りで、既存のイメージに頼らないで作ろうと決めました。』とも語っている。現在の楽曲は作詞・作曲とも分島自身が行っている。ちなみにシンガーソングライターを目指す前は作曲家になりたかった。
コンセプトライブではシンガーソングライターのsugarbeansがバンドマスターを担当していることが多い。以前はカラオケ音源とチェロの生演奏によるライブであったが、コンセプトライブ以降ではチェロとともにバンド等の生演奏にこだわって様々な楽器のサポートメンバーを迎えてライブを行っている。
2012年10月にはHALLOWEEN JUNKY ORCHESTRAの一員としてVAMPS主宰のハロウィンライヴイベント『HALLOWEEN PARTY 2012』に参加した。きっかけは
hydeが分島のデビューシングルCDを聴いて知っていて、2009年に分島自身のアメリカでのOTAKONイベントのためボルチモア滞在中に偶然VAMPSもアメリカツアー中で、ボルチモアにいたhydeと会う機会があって話をしたことである。その後、同年の彼のハロウィンイベントに出演した。
2013年12月18日発売のhideトリビュートアルバム『hide TRIBUTE VI -Female SPIRITS-』に「Beauty & Stupid」で参加。原曲とは違ったジャズアレンジによる仕上がりとなっている。
2012年以降、アニメのテーマ曲に携わる機会が増え、アニメやアニソンファンにもその存在を知られるようになる。
また、作家として多くのアーティストに作詞や作曲などで作品を提供する活動も増える。同時に、自身の作りたい音楽も作り続けコンセプトライブを開催し様々な音楽を披露している。
2019年6月2日に開催されたワンマンライブ『DECADE』にて、アーティストとしては事務所を離れてフリーになること、秋頃から約１年半ロンドンで生活することを発表。ワーキングホリデーでの滞在である。あくまで創作活動はその間も続けることを明言。作家としては引き続き事務所に籍を置く。
2020年2月29日よりエンターテイメント特化型情報メディア『SPICE』にてロンドンでの生活などを綴った月一回の連載コラム『分島花音の倫敦philosophy（ロンドンフィロソフィー）』が始まる（全12回）。
ロンドン滞在中には路上ライブをしたり、新曲のレコーディング、ライブハウスでの演奏などの活動をしている。
2020年末にロンドンでの生活を終え日本に帰国。日本での活動を再開する。

## 人物
名前は本名である。活動していく中で本名で呼ばれたかったとのこと。ちなみに、いくつか芸名の候補はあった。花音という名前は、音楽好きである両親に「音楽が好きな子になってほしい」との願いを込め付けられた。チェロはずっと同じ先生（分島は師匠と呼んでいる）に習っていて、音楽を楽しむ心や音楽を人に届ける喜びを学んだ。
趣味は絵を描くことや映画を見ること、様々なアートに触れる事。水族館が好きで、ライブやイベントなどで海外に行った際には現地の水族館にも訪れることがある。ディズニーも好きで、年間パスポートも購入していたこともある。
好きな食べ物は生ハム、ワインなど。
幼少期まではクラシック以外は聴かず他のジャンルの音楽には疎かったが中学に入ったくらいからJ-POPなどを友人から手当たり次第貸してもらって聴くようになり、様々な音楽の存在に衝撃を受け作曲にも興味を持ち始める。
ジャズも好きでよく聴いている。ブルースや古い民族音楽にも興味がある。アニメやアニメソングも好む。子供のころから好きで見ていたのはジブリ作品やディズニー作品などで、いわゆる深夜帯のメジャーなアニメを見るようになったのは高校卒業後デビューまでの頃である。
好きなアーティストに関するブログや記事などではジャクリーヌ・デュ・プレ、長野まゆみ、クロード・ドビュッシー、エリック・サティ、アルフォンス・ミュシャ、エミリー・シモン、Lily Chou-Chou、小島麻由美、谷山浩子、倉橋ヨエコ、WHITE ASH、椎名林檎、THE LITTLE BLACK、エド・シーラン・ビリー・アイリッシュ、ゼンデイヤ、グラス・アニマルズなど多岐にわたる名前が登場している。俳優や映画作品はコリン・ファース、マッツ・ミケルセンなど、アメリ、バーレスク、キングスマンシリーズなど。テレビドラマはSHERLOCK（シャーロック）シリーズ、ハンニバル (ドラマ)シリーズなど。谷山浩子については元々家族がファンであり、その影響で10代の頃初めて彼女の音楽に触れ、衝撃を受けた。谷山の主催するライブにゲスト出演もしている。生まれて初めて演奏した曲はモーツァルトの「キラキラ星変奏曲」。思い出の1曲はハイドンの「チェロ協奏曲」。絶対音感を持つ。
自分の持つチェロ4つにそれぞれ名前を付けている。赤のチェロが「七千重（ななちえ）」、茶色のチェロが「八重春（やえはる）」、白いチェロが「三日月（みかづき）」、シルバーのチェロが「百兎世（ももとせ）」。自ら擬人化したイラストも公開している。
百兎世はとにかく重いらしく、塗装を変えただけで重さが変わるとはと驚いている。八重春はデビュー前から使用している。
また、ライブで使われるマトリョミン(マトリョーシカ人形の内部にテルミンとスピーカーを内蔵した小型のテルミン)にも「まーくん」という名前を付けており、名前は2011年11月ライブでお客さんからのアイデアで決まった。はじめてマトリョミンを手にした時の様子もブログにアップしている。ちなみにマトリョミンは4thシングル「signal」のカップリング曲「無重力」の間奏で使われており、分島本人が演奏している。
他には「鉄子」と名付けた鉄琴（手で持てる大きさ）と「バリ子」と名付けたタンバリンも存在するが、ともに現在のライブスタイルでは使われていない。鉄子は1stアルバム収録の「マボロシ」で使用され、バリ子は2ndアルバム収録の「マーマレードスカイ」で使用された。ともに本人がライブで演奏。2016年6月17日のライブツアー『Unbalance by Me』大阪公演で初めて分島本人のライブ用ギター「ホワイトファルコン」を楽曲「モンスター・スター」で演奏した。以降何度かライブで使用している。
作曲の際は、まず鼻歌で簡単なメロディを作ってから、チェロやパソコンで本格的に曲を作り込んでいくというスタイルをとることもある。曲先で、歌詞、タイトルの順に考える場合もあるが特に決まってはいない。
実家では小さい頃から猫を飼っている。それぞれ「コマ」「テジナ」「雛宿（ひなじゅく）」という名前をつけていた。。現在は自宅でアビシニアンの「ルル」とスコティッシュフォールドの「シャシャ」を飼っている。シャシャは左右の瞳の色が違うオッドアイ。

## 年譜

### 2008年
- 5月26日、テレビアニメ『ヴァンパイア騎士』で声優出演。第8話に出てくるメイド役であった。
- 5月28日、Manaプロデュースの下、1stシングル『still doll』を発売、メジャー・デビュー。
- 9月23日、後楽園JCBホール（現Tokyo Dome City Hall）で『INDIVIDUAL FASHION EXPO IV』に出演。
- 11月12日、2ndシングル『砂のお城』発売。
- 11月23日、原宿ラフォーレミュージアムでのイベント『Laforet Underground Party』でライブ出演。入場無料。分島のイラストが展示されたスペースが設けられた。

### 2009年
- 2月11日、1stアルバム『侵食ドルチェ』をヨーロッパで先行発売。Manaによるトータルプロデュース。
- 2月12日、フランス＝パリFNACシャンゼリゼ店でインストアライブ・イベントを開催。ライブスペース・ベルヴィロワーズでライブ開催。
- 2月18日、1stアルバム『侵食ドルチェ』国内発売。
- 4月29日、原宿アストロホールにて『シークレットルームライブ』開催。
- 7月2日〜5日、フランス＝パリで『Japan Expo』に出演。日本文化会館とノールヴィルパント展示会会場にてライブ[20]。
- 7月16日、ファッション雑誌「KERA」で連載開始。
- 7月17日〜19日、アメリカ＝ボルチモア・コンベンションセンターで『OTAKON』に出演。その後インストアライブや現代アートギャラリーカフェでのイベント開催。
- 8月9日、Shibuya O-WESTでファースト・ワンマンライブ『絵画的音楽会』を開催。
- 10月29日、品川ステラボールでVAMPS主宰ハロウィンイベント『HELLWEEN LIVE 2009』にゲスト出演[21]。

### 2010年
- 2月20日、恵比寿LIQUIDROOMでKERA主宰のライブ『舞踏会〜BUTOU-KAI〜COOL JAPAN STYLE』に出演。楽曲「音女のマーチ」で深澤翠と共に振り付けを披露した。この曲の冒頭の英語は深澤翠の声である。
- 3月27日、キリストンカフェ東京で新宿マルイワンpresents『不思議の国のティーパーティ〜SHINJUKU MARUI ONE お茶会〜』にミニライブ出演。
- 6月10日、オフィシャルFacebook開設。
- 6月30日、Amebaにてオフィシャルブログ開設。
- 7月1日、『Japan Expo』会場と日本とのスカイプ中継模様をUstreamで生中継配信。日本にいる分島が現地のファンと交流。
- 7月17日、名古屋ELECTRIC LADY LANDでライブイベント『風林火山』に出演。
- 7月19日、心斎橋unagidani sunsuiでVampillia主宰のライブイベント『いいにおいのする夜宴』に出演。
- 7月22日、Shibuya O-EASTでライブイベント『青薔薇幻想交響曲 〜夏夜の夢〜』に出演。
- 7月28日、2ndアルバム『少女仕掛けのリブレット〜LOLITAWORK LIBRETTO〜』発売。このアルバムをもってManaプロデュースによる楽曲がある作品は終了となる。タイトル曲の「少女仕掛けのリブレット」でMVにも出演している、フランス語の歌詞を歌っている歌手のソリータはクレモンティーヌの娘である。
- 7月31日、新宿マルイワン・ジールリンクで2ndアルバムリリース記念イベントを開催。サイン会と握手会。
- 8月1日、ラフォーレ原宿・ライカエジソンで2ndアルバムリリース記念イベントを開催。サイン会と握手会。
- 9月12日、有明コロシアムで『原宿スタイルコレクション』の「KERA!・ファッションショー」内のゲストライブに出演。
- 10月2日、2ndアルバムリリース記念東名阪ワンマンライブツアー『少女仕掛けの音楽会』開始。原宿ラフォーレミュージアムで東京公演を開催。
- 10月7日、原宿アストロホールで開催された『ベストヒット☆SMA COOL JAPAN NIGHT』に出演。
- 10月10日、名古屋ell.FITSALLで『少女仕掛けの音楽会』名古屋公演を開催。
- 10月11日、梅田Shangri-Laで『少女仕掛けの音楽会』大阪公演を開催。

### 2011年
- 7月1日〜3日、アメリカ＝アナハイム・コンベンションセンターで『AM2』イベントにて分島花音とkanon×kanonによる合同ライブ出演。
- 7月22日〜24日、イギリス＝ロンドンのオリンピアで『HYPER JAPAN』にライブ出演。また、イベント内の「UK Kawaii Star of the Yearコンテスト」に特別審査員として参加した。
- 7月31日、香港のショッピングモールapmでのイベントにライブ出演。
- 8月1日〜2日、香港でアニメコンベンション『ACG香港2011』にライブ出演。
- 9月19日、3か月連続のコンセプトライブ『The strange treat!』開催。9月公演はジャズスタイルの「ブルーノートと朝食を」。このコンセプトライブによって、本人がかねてより望んでいたセルフプロデュースによるライブを実現させた。これ以後のワンマンライブは、ライブコンセプト・衣装デザイン等全てセルフプロデュースによるものである。会場は3公演とも渋谷7th FLOOR。
- 10月29日、『The strange treat!』の10月公演、クラシックスタイルの「ストリングスと昼食を」開催。
- 11月4日〜18日、ロシア＝モスクワでの公演を皮切りに、ヨーロッパ7か国10都市でのツアー『kanon×kanon×kanon　Euro Tour 2011』を開始。kanon×kanonと分島花音の合同のツアーである。（ロシア＝モスクワ・サンクトペテルブルク、フィンランド＝ヘルシンキ、ハンガリー＝ブダペスト、ドイツ＝ベルリン・ボーフム、オランダ＝ユトレヒト、フランス＝リヨン・パリ、イギリス＝ロンドン）
- 11月26日、『The strange treat!』の11月公演、バンドスタイルの「エレクトロンと晩餐を」開催。

### 2012年
- 所属レーベルをデフスターレコーズからワーナー・ホーム・ビデオに移籍。(時期不明)
- 2月16日、渋谷TAKE OFF 7で『We love children of the Earth 〜深澤翠 PRESENTS〜』に出演。
- 3月9日、赤坂BLITZで東日本大震災復興支援チャリティライブ『We love children of the Earth』に出演。
- 4月7日、アメリカ＝シアトルのワシントン州コンベンションセンターで『Sakura-con 2012』にライブ出演。他のライブゲストとしてデビュー当時のプロデューサーであったManaのバンドも招待されたため、この時のオープニングセレモニーでManaと初めて同じステージに立った。
- 9月17日、WARNER HOME VIDEOにてオフィシャルサイト開設。
- 10月8日、徳島・眉山林間ステージで開催された「マチ★アソビ vol.9」内の『フェイト／エクストラ CCC Cherryなトーク＆ライブショウ』に出演。PSP用ソフト「フェイト／エクストラ CCC」の主題歌となっているサクラメイキュウを披露。
- 10月20〜21日／26〜28日、『HALLOWEEN PARTY 2012』に「HALLOWEEN JUNKY ORCHESTRA」として全5公演に出演。20日・21日神戸ワールド記念ホール、26日・27日・28日が幕張メッセ国際展示場。
- 10月24日、ソフマップ☆アキバ1番館でRayのCD「楽園PROJECT」発売記念イベントにゲスト出演。ファールプレーにくらりを披露。
- 11月7日、移籍後初となる、3rdシングル『ファールプレーにくらり/サクラメイキュウ』発売。
- 11月18日、アニメイト横浜で『ファールプレーにくらり/サクラメイキュウ』発売記念インストアイベントを開催。トーク、ミニライブ、握手会を行った。
- 12月21日、乃木坂ビルでおねがいマリナちゃん presents 『おねがい生リナ』ライブにゲスト出演。

### 2013年
- 1月25日、韓国＝ソウル在韓日本大使館・公報文化院３階ニューセンチュリーホールで日本音楽情報センター (JMIC) による新年行事イベントに出演。
- 2月7日、オフィシャルTumblr開設。これに伴い、発信の場をAmebaのオフィシャルブログからTumblrへ移行。
- 3月1日〜3日、フランス＝マルセイユ・パルク・シャノで『Japan Expo Sud（ジャパンエキスポ・シュード）』の全3日間に出演。
- 3月7日・17日、Ustream配信 コンセプトライブ「自由落下とピノキオ」編としてライブ紹介。ゲストにsugarbeansを迎えて、テーマ曲「自由落下とピノキオ」披露。
- 3月17日、YAMANO HALLでイベント『ToLoveる-とらぶる-ダークネスハッピーサンデー』にゲスト出演。
- 3月22日〜23日、吉祥寺STAR PINE’S CAFEでワンマンライブ『自由落下とピノキオ』を開催。初日がクラシック編成の『ピノキオ編』で翌日がバンド編成の『自由落下編』。
- 6月30日、渋谷eggmanで第3弾となるコンセプトライブ、『moonlight party』を開催。コンセプトは「パジャマパーティー」。
- 8月10日、カナダ＝エドモントン・グラントマキュアン大学でアニメコンベンション『Animethon』に出演。
- 8月18日、渋谷duo MUSIC EXCHANGEでアニソンライブイベント『Ani-plugged』に出演。
- 9月14日、オフィシャルTwitter開設。
- 10月19日〜20日／25日〜27日、『HALLOWEEN PARTY 2013』に出演。初日のみメインアクトとしてライブを披露。また、「HALLOWEEN JUNKY ORCHESTRA」として全5公演出演。19日・20日が神戸ワールド記念ホール、25日・26日・27日が幕張メッセ国際展示場。
- 11月9日、表参道GROUNDで開催の天野月出演のライブ『音の倉　エピソード4』でチェロによるサポート出演。
- 11月17日、渋谷CHELSEA HOTELで3か月連続コンセプトライブ『The strange treat!』を開催。11月公演はゲストにハナエを迎え、ジャズスタイルである「ソルティミントなブルーノート」と題したライブを行った。
- 12月15日、吉祥寺STAR PINE’S CAFEで『The strange treat!』の12月公演、クラシックスタイルである「スウィートシュガーなストリングス」を開催。ゲストは天野月。

### 2014年
- 1月18日、下北沢GARDENで『The strange treat!』の1月公演、ロックスタイルである「ビタースパイスなエレクトロン」を開催。ゲストは岸田教団&THE明星ロケッツのボーカル・ichigo。
- 2月19日、4thシングル『signal』発売。MVはドバイで撮影された。
- 3月1日、タワーレコード新宿店で『ALTIMA / 分島花音　TVアニメ「ストライク・ザ・ブラッド」新主題歌発売記念イベント』に出演。
- 3月22日、東京ビッグサイトで『AnimeJapan 2014』のselector infected WIXOSSステージにライブ出演。同アニメのOPテーマとなる「killy killy JOKER」を初披露。
- 4月27日、幕張メッセでニコニコ超会議3のタカラトミーブースにてライブ出演。
- 4月30日、5thシングル『killy killy JOKER』発売。ジャケット写真やMVで着ている衣装は本人のデザインによるもの。ディーラーをモチーフにしている。
- 6月29日、自身の誕生日(6/28)記念特番として、ニコニコ生放送『moonlight birthday party』を実施。ゲストは、Ceui、三澤紗千香、NEKO PUNCH、LiSA、ichigo。
- 8月8日、渋谷Gladでコンセプトライブ『moonlight party 〜ultraMarine〜』を開催。コンセプトは「パジャマパーティー」。
- 9月20日、京都・みやこめっせで「京都国際マンガ・アニメフェア2014」内のリスアニ！プロデュースの音楽ライブ『リスアニ！CIRCUIT＠京まふ』に出演。
- 9月24日、赤坂BLITZでichigo主催のライブ『ごちデス(ФωФ)！vol.1』に出演。
- 9月27日、ラフォーレミュージアム六本木と泉ガーデンギャラリーで『selector & WIXOSS festival『selector spread WIXOSS』放送直前スペシャルイベント』にライブ出演。
- 10月12日、品川インターシティホールで「ストライク・ザ・ブラッド」単独イベントに昼の部と夜の部ともに出演。
- 10月15日、6thシングル『world's end, girl's rondo』発売。本人デザインの衣装のテーマは「修道女」。同日にSHIBUYA TSUTAYAにてサイン入りポスターのお渡し会も開催。
- 10月17日〜19日／25日〜26日、『HALLOWEEN PARTY 2014』に「HALLOWEEN JUNKY ORCHESTRA」として全5公演に出演。17日・18日・19日が幕張メッセ国際展示場、25日・26日が神戸ワールド記念ホール。
- 11月9日、アリオ上尾店で観覧フリーのミニライブとCD購入者向けのサイン会を開催。
- 11月11日、アニメイト池袋店で6thシングルリリースイベントを開催。
- 11月15日、メキシコ＝メキシコシティ・ブラックベリーホールで『J'Fest LIVE』に出演。ワンマンライブとトークイベント及びお茶会を開催。
- 11月21日、アニメイト横浜店で6thシングルリリースイベントを開催。
- 11月22日、アニメイト大阪日本橋店・アニメイト広島店で6thシングルリリースイベントを開催。
- 11月28日、タワーレコード新宿店で6thシングルリリースイベントを開催。
- 12月22日、渋谷WWWでコンセプトライブ『The strange treat! X’mas Special』を開催。来年の3rdアルバム『ツキナミ』リリースを記念した大阪・東京ワンマンライブツアー『TSUKINAMIC』開催発表。

### 2015年
- 2月22日、京都FANJで『アニ鍋 -57th-』にゲスト出演。
- 2月25日、3rdアルバム『ツキナミ』発売。アニメイト池袋店で同3rdアルバムリリースイベントを開催。
- 2月28日、オリックス劇場でアニマックス主催『ANIMAX MUSIX 2015 OSAKA』に出演。
- 3月1日、アニメイト大阪日本橋店で3rdアルバムリリースイベントを開催。
- 3月7日、アリオ橋本店で観覧フリーの『TSUKINAMICミニライブ』と即売・特典会を開催。
- 3月14日、アリオ上尾店で観覧フリーの『TSUKINAMICミニライブ』と即売・特典会を開催。
- 3月28日、羽田空港国際線ターミナル4Fで『Re:animation Special in HAF DAY2』に出演。
- 4月6日、タワーレコード渋谷店B1 CUTUP STUDIOで3rdアルバムリリースイベント『ツキナミじゃない催しもの』を開催。ゲストに加隈亜衣と水瀬いのりを迎えての「ツキナミ朗読劇」とピアノ＆ストリングスでの「ツキナミ演奏会」の2部構成。
- 4月19日、千葉県市川市文化会館大ホールでselectorイベントに出演。
- 4月26日、心斎橋VARONにて3rdアルバム『ツキナミ』リリース記念ワンマンライブツアー『TSUKINAMIC』を開催。
- 4月29日、7thシングル『RIGHT LIGHT RISE』発売。
- 5月1日、渋谷CLUB QUATTROにて3rdアルバム『ツキナミ』リリース記念ワンマンライブツアー『TSUKINAMIC』を開催。
- 5月10日、神奈川県民ホールで『GA文庫10周年アニバーサリーフェスタ！』のイベントに昼の部と夜の部ともに出演。
- 5月16日、「RIGHT LIGHT RISE」オリジナルフラッグお渡し会をHMVエソラ池袋、アキバ☆ソフマップ1号店、AKIHABARAゲーマーズ本店にて開催。
- 6月14日、恵比寿The Garden Roomでアニメ「ダンジョンに出会いを求めるのは間違っているだろうか」OPとEDテーマの合同発売記念イベントに出演。
- 6月21日、渋谷Cafe CONSOLARE(カフェコンソラーレ)でichigo誕生日イベント『UNHAPPY BIRTHDAY CAFE 33!!』にライブゲスト出演。
- 8月2日、愛知芸術文化センター大ホールで世界コスプレサミット2015 AFTER PARTY『ナゴヤアニソンフェス2015』に出演。
- 8月18日、広島CLUB QUATTROでHFM『アニリク☆』×TOWER RECORDS広島店 presents 『アニリク☆タワヒロは見た』に出演。
- 8月29日、さいたまスーパーアリーナで『Animelo Summer Live 2015 -THE GATE-』に出演。自身初のアニサマ出演となる。
- 9月12日、赤坂BLITZで『ごちデス(ФωФ)！』に出演。昨年から行われたichigo主催のライブイベントの2回目で『ごちデス(ФωФ)！JAPAN　TOUR』として東京、大阪、福岡で開催。
- 9月20日、京都FANJで『FANJ Premium Live 2015』に出演。
- 9月21日、代官山UNITでみみめめMIMI主催『視聴覚アカデミーVol.3』に出演。
- 10月16日、心斎橋BIG CATで『ごちヤデ(ФωФ)！』に出演。
- 10月18日、福岡DRUM LOGOSで『ごちバイ(ФωФ)！』に出演。2016年ワンマンライブツアー『Unbalance by Me』開催発表。
- 10月23日〜25日、幕張メッセ国際展示場にて開催のVAMPS主宰のハロウィンライヴイベント『HALLOWEEN PARTY 2014』に「HALLOWEEN JUNKY ORCHESTRA」として出演。
- 10月31日、中野セントラルパークイースト ICTCOにてウルトラシープと「中野文化祭2015」とのコラボ企画『uCx 2015 〜モノがたろう、モノづくろう〜』内のトークイベント『ichigo プレゼンツ ごちデス(ФωФ)！ 打ち上げ in 中野』に出演。
- 11月1日、中野区役所前特設ステージにて開催の「中野文化祭2015」内のイベント『Re:animation 8-Rave in NAKANO-』にライブ出演。
- 11月25日、8thシングル『君はソレイユ』発売。
- 11月25日〜12月6日、「君はソレイユ」の発売を記念して秋葉原・キュアメイドカフェにてコラボカフェを開催。分島が監修した特別メニューも用意された。

### 2016年
- 1月23日、日本武道館で『リスアニ!LIVE 2016』に出演。
- 2月7日、さっぽろ雪祭り『FM NORTH WAVE 【Anison-R ～マンガ・アニメ研究部～】公開録音 in 雪まつり！』に出演。
- 2月10日、9thシングル『Love your enemies』発売。
- 2月13日、グランキューブ大阪でアニマックス主催『ANIMAX MUSIX 2016 OSAKA』に出演。
- 2月14日、アニマックスCAFE大阪・日本橋店で『「Love your enemies」発売記念！ANIMAX MUSIX×分島花音 SPECIAL TALKSHOW』を開催。
- 2月19日、赤坂BLITZで『CONNECT LIVE』に出演。
- 2月21日、かつしかシンフォニーヒルズ モーツァルトホールで「ダンジョンに出会いを求めるのは間違っているだろうか」スペシャルイベント
『神様の感謝祭（ヘスティア・パーティー）』に出演。
- 3月20日、名古屋市公会堂大ホールで『名古屋市公会堂桜開花！!アニソン 春祭り』に出演。
- 4月10日、かつしかシンフォニーヒルズ モーツァルトホールで『ストライク・ザ・ブラッド スペシャルイベント
〜ここから先は俺の祭りだ いいえ先輩、わたしたちの感謝祭です〜』に出演。
- 4月15日〜17日、南フランス・トゥーロン市で開催の『MANG'AZUR (マンガズール)』に出演。15日にネプチューヌ国際会議場でライブ公演。
- 5月7日、HEAVEN'S ROCK さいたま新都心 VJ-3でライブツアー『Unbalance by Me』を開催。
- 5月8日、仙台MACANAでライブツアー『Unbalance by Me』を開催。
- 5月27日、京都KYOTO MUSEでライブツアー『Unbalance by Me』を開催。
- 5月29日、福岡DRUM SONでライブツアー『Unbalance by Me』を開催。
- 5月31日、名古屋ell.FITSALLでライブツアー『Unbalance by Me』を開催。
- 6月18日、心斎橋BIG CATでライブツアー『Unbalance by Me』を開催。
- 6月26日、DiverCity Tokyoでライブツアー『Unbalance by Me』を開催。
- 6月28日、オフィシャルInstagram開設。
- 7月30日、香港＝九龍湾国際展貿中心6階展貿廳3で『ANISON DREAM STAGE 2016』に出演。
- 8月24日、スマートフォンアプリにてオフィシャルファンクラブサービス開設。
- 8月25日、アニメイト横浜で「Unbalance by Me」 発売記念イベント トークショー＆ミニライブを開催。
- 8月27日、アニメイト渋谷で「Unbalance by Me」 発売記念イベント サイン会を開催。
- 9月18日、全労済ホール/スペース・ゼロで『谷山浩子・猫森集会2016 ～ Season 15 ～』の『 Bプログラム ～花音と浩子のへんてこカノン～』に
ライブゲスト出演。
- 10月14日、東京・代々木第一体育館で『スポーツ・オブ・ハート・ミュージックフェス2016』に出演。
- 10月22日〜23日／28日〜30日、『HALLOWEEN PARTY 2016』に「HALLOWEEN JUNKY ORCHESTRA」として全5公演に出演。
22日・23日が神戸ワールド記念ホール、28日・29日・30日が幕張メッセ国際展示場。
- 11月28日、TOHOシネマズ 新宿で「luminescence Q.E.D.」発売記念上映イベント。
- 11月30日、4thアルバム『luminescence Q.E.D.』発売。
- 12月3日、秋葉原・アキバシアターで「luminescence Q.E.D. 」発売記念 試聴会イベント。
- 12月14日、日本橋三井ホールでライブツアー『The strange treat! holy night aquarium』を開催。
- 12月16日、味園ユニバースでライブツアー『The strange treat! holy night aquarium』を開催。

### 2017年
- 3月20日、渋谷WWWでライブツアー『BLUE BEAST BIOLOGY moonlight party ver.』を開催。
- 3月25日、京都MOJOでライブツアー『BLUE BEAST BIOLOGY moonlight party ver.』を開催。
- 4月29日、福岡DRUM Be-1でライブツアー『BLUE BEAST BIOLOGY Q.E.D. ver.』を開催。
- 4月30日、広島セカンドクラッチでライブツアー『BLUE BEAST BIOLOGY Q.E.D. ver.』を開催。
- 5月2日、渋谷TSUTAYA O-EASTで『RABバトルロワイアル 〜戦の鐘がなる！コロシアエー〜』に出演。
- 5月14日、仙台MACANAでライブツアー『BLUE BEAST BIOLOGY Q.E.D. ver.』を開催。
- 5月20日、名古屋SPADE BOXでライブツアー『BLUE BEAST BIOLOGY Q.E.D. ver.』を開催。
- 5月21日、大阪umedaAKASOでライブツアー『BLUE BEAST BIOLOGY Q.E.D. ver.』を開催。
- 6月1日、吉祥寺CLUB SEATAでichigo誕生日イベント『UNHAPPY BIRTHDAY TO ME!! 35!!』に出演。
- 7月17日、渋谷TSUTAYA O-EASTでライブツアー『BLUE BEAST BIOLOGY Q.E.D. ver.』を開催。
- 7月30日、中国＝広州でアニソンフェス『MOTTO ANISONG FESTIVAL』に出演。広州体育館二号館にてライブ。
- 9月18日、駒沢オリンピック公園・中央広場で『肉フェス TOKYO 2017 秋』にライブ出演。
- 10月7日、WAR OF BRAINS初の公式大会VICTORに出演。「慟哭のジル・クライハート」専用BGM『Beyond The Destiny』生披露。
- 10月15日、札幌・KRAPS HALLで『SAPPORO ANI-HIGH!! 2017 supported by Anison-R & ANI-ON！』に出演。
- 10月16日、吉祥寺MANDA-LA2で『ネコかる』にゲスト出演 。斎藤ネコストリングスカルテットと共演。
- 10月27日〜29日、幕張メッセ国際展示場で開催の『HALLOWEEN PARTY 2017』に「HALLOWEEN JUNKY ORCHESTRA」として全3公演に出演。
- 11月18日〜19日、上海と台北で『アニメジア』に出演。18日の会場がMAO Livehouse Shanghai、19日の会場がThe Wall
- 11月26日、渋谷7th FLOORで3カ月連続ワンマンライブ『The strange treat!』の初日公演、『The strange treat! knowからの招待状』を開催。
- 12月17日、長崎オランダ村　SAIKAI（西海）キッチンにて『長崎オランダ村クリスマスコンサート』に出演。
- 12月31日、吉祥寺STAR PINE’S CAFEで『The strange treat! SONATAと通信①』と『The strange treat! SONATAと通信②』の2回公演を開催。後者は自身初のライブ中にての年越しカウントダウンあり。

### 2018年
- 1月8日、DiverCity Tokyoで『The strange treat! 物語の幕開け』を開催。
- 1月20日、秋葉原MOGRAで『アニソンインデックス!!』に開催100回目のゲストとして出演。
- 4月21日、サンリオピューロランド・フェアリーランドシアターで『分島花音×サンリオピューロランド☆starlight party』を開催。2回公演。
- 5月5日、東京ビッグサイト東4・5・6ホールで開催の『コミティア124』に参加。自主制作レコードによる10thシングル『one last time』とコミックを販売。
- 6月9日、ニコファーレ六本木で開催の『ダンメモFES 2018』でライブ出演。
- 7月14日、横浜ランドマークホールで分島花音10周年記念ライブ『湾誕ソワレ』を開催。
- 7月28日、イラストなどの創作物の掲載に特化したオフィシャルInstagram開設。
- 8月12日、渋谷VUENOSでA+DF主催イベント『Circuit Groove round-2 ～Summer Fes.2018～』に出演。
- 8月18日、渋谷TAKE OFF 7でASCA presents『Crossing Night vol.1 in TOKYO 〜ASCA×分島花音』に出演。
- 9月1日、品川インターシティホールでオンコロ Presents チャリティーライブ『Remember Girl's Power !! 2018』に出演。
- 10月6日〜7日、ユニバーサル・スタジオ・ジャパン内のグラマシーパーク特設会場にて
HYDE主宰『HALLOWEEN PARTY × ユニバーサル・サプライズ・ハロウィーン 2018』にチェロサポートとして出演。
- 10月26日〜28日、幕張メッセ国際展示場でHYDE主宰『HALLOWEEN PARTY 2018』に「HALLOWEEN JUNKY ORCHESTRA」として全3公演に出演。
- 12月31日、吉祥寺STAR PINE’S CAFEでデビュー10周年イヤー特別企画『DECADE 〜COUNTDOWN PARTY 2018→2019』を開催。1部と2部の2回公演で後者はライブ中にて年越しカウントダウンあり。1部・2部とも10周年の思い出などを語るトークコーナーがある。

### 2019年
- 2月13日、5thアルバム『DECADE』発売。自身初のベストアルバムである。
- 2月21日、AKIHABARAゲーマーズ本店6Fイベントスペースで『DECADE』リリースイベントを開催。
- 2月28日、アニメイト秋葉原B1Fイベントフロアで『DECADE』リリースイベントを開催。
- 4月18日、渋谷TSUTAYA O-EASTで『バン!ジャム～「バンドやろうぜ!」COMPLETE DUEL GIGS BOX発売記念SHOW～』に出演。
- 5月2日、お台場特設会場で『肉フェス TOKYO 2019』にライブ出演。
- 5月25日、梅田Shangri-Laで分島花音 10th ANNIVERSARY ONE-MAN LIVE『DECADE』を開催。
- 6月2日、渋谷TSUTAYA O-WESTで分島花音 10th ANNIVERSARY ONE-MAN LIVE『DECADE』を開催。
- 10月20日、新横浜strageでoneman live 2days 初日『The strange treat! ～CRUISE TICKET～』を開催。
同会場にて6thアルバム『odd sting & intrigue』発売。
- 10月21日、新横浜strageでoneman live 2days 2日目『The strange treat! ～EXPRESS TICKET～』を開催。
前日に続き同会場にて『odd sting & intrigue』発売。
- 10月23日、『odd sting & intrigue』通信販売開始。

### 2020年
- 1月18日、ロンドン・Boston Music Roomにて開催のAliAのワールドツアー『AliAliVe2020 Around the World -Re:AliVe-』にオープニングアクトとしてゲスト出演。
- 1月18日、ロンドン・The Water Ratsにて開催の『2020 NEW YEAR LIVE MUSIC PARTY』に出演。
- 2月29日、エンターテイメント特化型情報メディア『SPICE』にてコラム『分島花音の倫敦philosophy（ロンドンフィロソフィー）』連載開始。
- 3月1日、ロンドン・SWAY Galleryにて開催のGroup Exhibition『Creating Today's Kimono by Kimono Magic Society』に出演。
- 4月23日、渋谷・eplus LIVING ROOM CAFE & DININGにて開催予定の12周年記念ライブ『The strange treat!～Queen's birthday』twelfth teatime（昼公演）とdozenth dinner（夜公演）の2021年1月23日への延期発表。
- 5月17日、参加予定であった『COMITIA132extra』の開催中止。
- 5月30日、『The strange treat!～Queen's birthday』twelfth teatime（昼公演）とdozenth dinner（夜公演）の延期。
- 6月28日、自主制作レコードによる11thシングル『poolside』発売。
- 8月22日、ポーランド・クラクフで参加予定の『MAGNIFICON』の開催中止。
- 8月24日、フランス・リールのLA BRAT CAVEで参加予定の音楽イベントの中止。
- 8月25日、ベルギー・ムスクロンのHOTEL ERBERGで参加予定の音楽イベントの中止。
- 9月4日、『The strange treat!～Queen's birthday』twelfth teatime（昼公演）とdozenth dinner（夜公演）の中止発表。
- 10月10日、ロンドン・The Jagoにて開催のOndo Onda presents『Los Pussatas Fritas live』に出演。
- 12月20日、渋谷La.mamaにて開催の『UNTIX’mas2020 20th PANTAウンチクリスマス20周年』にチェロで出演。

### 2021年
- 2月7日、渋谷La.mamaにて開催の『PANTA 71歳＝生誕祭LIVE』にチェロで出演。
- 3月23日、下北沢THREEにて分島花音LIVE＋Streaming『０km』を開催。
- 6月27日、下北沢THREEにて分島花音LIVE＋Streaming『moonlight party』を開催。
- 10月30日〜31日、幕張メッセ国際展示場9・10・11ホールにて開催のHYDEのオーケストラコンサート『20th Orchestra Concert HYDE 黑ミサ 2021 Halloween』 に出演。

### 2022年
- 4月15日、吉祥寺STAR PINE’S CAFEにて分島花音LIVE＋Streaming『０km ～beyond～』を開催。
- 7月28日、恵比寿LIQUIDROOMにて開催のsugarbeansワンマンライブ『sugarbeans感謝祭 〜つぶあんこしあんトレビアン大集結！〜』にゲスト出演。
- 12月31日、吉祥寺STAR PINE’S CAFEにて分島花音 2022-23 『０km ～Countdown LIVE』を開催。
1部(Stage1)と2部(Stage2)の2回公演で後者はライブ中にて年越しカウントダウンあり。

### 2023年
- 5月28日、配信にて『shortcake is never sleep』を発売。
- 6月2日、吉祥寺STAR PINE’S CAFEで『分島花音15th ライブツアー2023〜Flying shortcake〜』を開催。
- 6月8日、南堀江knaveで『分島花音15th ライブツアー2023〜Flying shortcake〜』を開催。
- 6月9日、名古屋SPADE BOXで『分島花音15th ライブツアー2023〜Flying shortcake〜』を開催。
- 6月28日、渋谷duo MUSIC EXCHANGEで『分島花音15th ライブツアー2023〜Flying shortcake〜』を開催。
- 10月7日、秋葉原MOGRAで開催の『アニメソングの可能性！～ということで現地で検証してみた～』第2回にスペシャルライブアクトとして出演。
- 12月1日、配信にて12thシングル『少女帰還』発売。
- 12月31日、吉祥寺STAR PINE’S CAFEにて分島花音 LIVE 2023-2024『開運Daybreak〜Countdown LIVE〜』を開催。1部(Stage1)と2部(Stage2)の2回公演で後者はライブ中にて年越しカウントダウンあり。1部ではゲスト占い師とMCを迎えてのトークコーナーがある。

### 2024年
- 2月28日、配信にて13thシングル『今際の女神』発売。
- 9月7日、吉祥寺STAR PINE’S CAFEで分島花音2024ライブツアー『The strange treat! delivery diner』を開催。
- 9月14日、名古屋SPADE BOXで分島花音2024ライブツアー『The strange treat! delivery diner』を開催。
- 9月16日、京都FANJで分島花音2024ライブツアー『The strange treat! delivery diner』を開催。
- 10月2日、配信にて14thシングル『INNER CHILD』発売。
- 10月4日、渋谷duo MUSIC EXCHANGEで分島花音2024ライブツアー『The strange treat! delivery diner』を開催。
- 10月12日、スペイン＝バスク州・ビスカヤ県・アモレビエタエチャノで開催の『Mangamore 2024』にゲストとしてライブ出演。
- 11月4日、AZNANA ORIGINAL SOUNDTRACKのデジタル配信開始。アプリゲーム内のBGMとテーマソング『GOOD BYE TO BOREDOM』を含む５曲を収録。

### 2025年
- 4月6日、京都FANJで開催の『FANJ Premium Live 2025』Day2に出演。
- 4月30日、5thアルバム『DECADE』に収録の『REUNION』を配信にて発売。
- 5月28日、5thアルバム『DECADE』に収録の『fragment ornamet』を配信にて発売。
- 6月28日、5thアルバム『DECADE』に収録の『自由落下とピノキオ』を配信にて発売。
- 6月28日、ビルボードライブ横浜で『分島 花音 Secret ingredient』を開催。1部(1st Stage)と2部(2nd Stage)の2回公演

## ディスコグラフィ

### リリース先行配信音源
| 発売日        | タイトル     | 概要              |
| ------------- | ------------ | ----------------- |
| 2009年9月16日 | 透明の鍵     | 2ndアルバム収録。 |
| 2010年1月16日 | 音女のマーチ | 2ndアルバム収録。 |

※以降の作品は割愛

### タイアップ
※分島花音名義でリリースされた楽曲、あるいは作詞作曲を自ら手掛けた作品に限定
| 楽曲                      | タイアップ                                                                                               | 時期   |
| ------------------------- | --- | ------ |
| still doll                | テレビアニメ『ヴァンパイア騎士』エンディングテーマ                                                       | 2008年 |
| 砂のお城                  | テレビアニメ『ヴァンパイア騎士 Guilty』エンディングテーマ                                                | 2008年 |
| 透明の鍵                  | オンラインゲーム『アヴァロンの鍵』テーマソング                                                           | 2009年 |
| ファールプレーにくらり    | テレビアニメ『To LOVEる -とらぶる- ダークネス』エンディングテーマ                                        | 2012年 |
| サクラメイキュウ          | PSPゲーム『Fate/EXTRA CCC』主題歌                                                                        | 2013年 |
| signal                    | テレビアニメ『ストライク・ザ・ブラッド』エンディングテーマ                                               | 2014年 |
| killy killy JOKER         | テレビアニメ『selector infected WIXOSS』オープニングテーマ                                               | 2014年 |
| world's end, girl's rondo | テレビアニメ『selector spread WIXOSS』オープニングテーマ                                                 | 2014年 |
| continue                  | トレーディングカードゲーム『WIXOSS』TV-CM曲                                                              | 2014年 |
| ツキナミ                  | テレビ東京『アニメマシテ』2月期エンディングテーマ                                                        | 2015年 |
| RIGHT LIGHT RISE          | テレビアニメ『ダンジョンに出会いを求めるのは間違っているだろうか』エンディングテーマ                     | 2015年 |
| 君はソレイユ              | OVA『ストライク・ザ・ブラッド ヴァルキュリアの王国篇』エンディングテーマ                                 | 2015年 |
| Love your enemies         | 劇場版『selector destructed WIXOSS』メインテーマ                                                         | 2016年 |
| REUNION                   | スマホゲーム『ダンジョンに出会いを求めるのは間違っているだろうか～メモリア・フレーゼ～』ver.3.0.0 主題歌 | 2018年 |
| INNER CHILD               | 「selector」シリーズの10年後を描いた続編アニメーションPV『selector loth WIXOSS』主題歌                   | 2024年 |

## 参加作品
※企画作品・歌唱と作詞・演奏による参加に限定
- ベストヒット☆SMA-Song Meets Audience-　チェロとコーラスで参加。2010年に開催されたSMAによる音楽イベント『ベストヒット☆SMA』のために製作されたイベントテーマソングである。現在までにCD音源化はされておらず、公式サイトで動画が視聴できる。
- ケラ！ソン 〜KERA SONGS 13th Anniversary Collection〜　「still doll」で参加。2012年4月25日発売。
- 天の樹　天野月1stフルアルバム『天の樹』収録曲。音源のチェロ演奏と共にMVにも出演。チェロは三日月[22]。2012年7月25日発売。
- HALLOWEEN PARTY　「HALLOWEEN PARTY」の参加アーティスト中心に結成されたHALLOWEEN JUNKY ORCHESTRAのシングル。2012年10月17日発売。
- with you　ゆずのPV集『録歌選 LAND』に収録。チェロを弾く姿のみの出演。音源演奏は別のチェリストが担当。チェロは八重春[23]。2013年9月18日発売。
- HALLOWEEN PARTY　前年に発売された同名シングルに、新たにヴァージョン違いやMVのメイキング映像などが加わったもの。2013年10月16日発売。
- Beauty & Stupid　hideトリビュートアルバム『hide TRIBUTE VI -Female SPIRITS-』収録曲。2013年12月18日発売。
- Dark Night Rhapsody〜明けない夜の狂詩曲　PlayStation Vitaの謎解き探索恋愛アドベンチャーゲーム『Rear pheles -Red of Another-』オープニングテーマに歌唱と作詞で参加。通常版2015年8月27日発売・ダウンロード版2015年9月17日発売。
- crossbeats REV.　カプコン初のアーケード向け本格派音楽ゲームに「killy killy JOKER」が収録、2015年7月23日より全国のゲームセンターにて順次稼働開始。
- サンクチュアリを謳って feat. 分島花音　ニンテンドー3DS用ソフト『セブンスドラゴンIII code:VFD』の挿入歌3曲のうち1曲を歌唱。2015年10月15日発売。
- Beyond The Destiny　タカラトミー×HobbyJAPANによる本格デジタルカードゲーム アプリ「WAR OF BRAINS」のカードキャラクター『慟哭のジル・クライハート』専用楽曲に歌唱と作詞、チェロ演奏、キャラクターボイス、イラストで参加。TAKARA TOMY 「WAR OF BRAINS・オリジナルサウンドトラック」 ALL GAME CHANGER ・COMPLETE BOXに収録。2018年9月19日発売。
- Above The Fate　「WAR OF BRAINS」のカードキャラクター『慟哭のジル・クライハート　シークレットVer.』専用楽曲に歌唱と作詞、チェロ演奏、キャラクターボイス、イラストで参加。
- NEW GAME+～まだ見ぬ君へ～　PS4/PS Vita用ソフト『ザンキゼロ』のエンディングテーマに歌唱と日本語作詞で参加。2018年7月5日発売。
- Santa　シンガーソングライター池原悠仁のアルバム『Beautiful Sunshine』収録曲にコーラスで参加。
- The Night Flight feat. 分島花音　千葉"naotyu-"直樹の Full Album『&Respect』収録曲に歌唱で参加。

## 提供作品
※他アーティストへの作詞・作曲での参加作品に限定
三澤紗千香
- ユナイト（作詞）　TVアニメ『アクセル・ワールド』後期エンディングテーマ
- トワイライト（作詞）　ユナイトのカップリング曲
- アラウド（作詞）　ベストアルバム『-INFINITE Selection-』収録

河野万里奈
- Imperfect blue（作詞）　1stアルバム『First Touch』収録、曲中のチェロ演奏とコーラスでも参加
- パーフェクト・ブルー（作詞・作曲・チェロ）　2025年5月21日デジタル配信

うたよめ575（作品ヒロインの正岡小豆（CV.大坪由佳）と小林抹茶（CV.大橋彩香）によるユニット）
- コトバ・カラフル（作詞）　TVアニメ『GO！GO！575』オープニングテーマ及び PlayStation®Vita専用ソフト「うた組み575」のテーマ曲　※千葉”naotyu-”直樹、分島花音らによる「GO!GO!575製作委員会」名義での共作[24]

石田耀子
- COLORFUL BOX（作詞）　TVアニメ『SHIROBAKO』オープニングテーマ

水瀬いのり
- Milky Star（作詞）　女性向けコンテンツ制作会社Rejetによる作品『√HAPPY+SUGAR=IDOL』主題歌

マヤ（CV.水瀬いのり）＆エリカ（CV.伊波杏樹）
- 次元の果てまで恋せよ乙女（作詞）　ショートアニメ「アニメガタリ」シリーズのテーマソングでシングル『アニメを語レ！～アニメガタリ同好会のテーマ～』収録

ヘスティア（CV.水瀬いのり）
- 君とボクの１日（作詞）　アニメ「ダンジョンに出会いを求めるのは間違っているだろうか OVA」のメインキャスト、ヘスティアによるキャラクターソングでエンディングテーマ

フェアリーエイプリル（Aniplex×Sony Musicが贈る「青春」×「バンド」リズムゲーム『バンドやろうぜ!』に登場するバンドの1つでVocal.鳳 葵陽（CV.蒼井翔太）Guitar. 七瀬一真（CV.石川界人）Bass.徳田吉宗（CV.山本匠馬）Drum.藤堂美郷（CV.小林裕介）で構成）
- Storm flight！（作詞）　1stシングル『Storm flight！』収録
- スリルを頂戴（作詞）　1stシングル『Storm flight！』収録
- 雨音Valentine（作詞）　期間限定イベント「～Give Me Cacao GIGS～CRAZY for YOU 王の帰還」限定楽曲で2ndアルバム『デュエル・ギグ！vol.2-Fairy April EDITION-』収録
- eat sweet Night（作詞）　1stアルバム『デュエル・ギグ！vol.1』収録
- 雨天決行ガムシャララ（作詞）　1stアルバム『デュエル・ギグ！vol.1』収録
- WHIZ（作詞）　1stアルバム『デュエル・ギグ！vol.1-Fairy April EDITION-』収録
- secret lovesick（作詞）　2ndアルバム『デュエル・ギグ！vol.2』収録
- Believe Wing（作詞）　2ndアルバム『デュエル・ギグ！vol.2』収録
- 放課後バケーション（作詞）
- 笑ってやれ！（作詞）　ベース徳田吉宗のキャラクターソング
- yellow sunlight（作詞）　ボーカル鳳葵陽のキャラクターソング
- Frontier（作詞）※大塚剛毅との共作　ボーカル鳳葵陽と別バンド「OSIRIS」のボーカル高良京（CV.小林正典）による楽曲でイベント「GEKOKUJO GIGS マニフェスト・オブ・ルサンチマン」限定楽曲

 AKIRA
- 午後四時零九分（作曲）　AKIRA×人気アーティストコラボミニアルバム『X -Crossing-』収録

姫柊雪菜（CV.種田梨沙）
- フランボワーズ　ラヴァーズ（作詞・作曲）　アニメ「ストライク・ザ・ブラッドⅡ」のメインキャスト、姫柊雪菜によるキャラクターソング・アルバム『ストライク・ザ・ブラッド』収録
- フォーチュンナンバー0405（作詞）　同じくアルバム「ストライク・ザ・ブラッド」収録で「ストライク・ザ・ブラッドⅡ OVA」エンディングテーマ

Luce Twinkle Wink☆
- meteor bell（作詞）　3rdシングル『go to romance>>>>>』初回限定盤および通常盤Aタイプのカップリング曲

井口裕香
- UNLOCK（作詞）　アニメ『Lostorage conflated WIXOSS』オープニングテーマ

パチスロ
- TOUGH & CUTE‼（作詞）　パチスロ「戦国乙女　TYPE-A」使用曲、サントラCD『パチスロ戦国乙女 ミュージックセレクション』収録
- 未来への光（作詞）　パチスロ「乙女マスターズ～空を翔る白き軌跡～」使用曲、マキシシングルCD『乙女マスターズ～空を翔る白き軌跡～』収録

三月のパンタシア
- ピンクレモネード（作詞）　TVアニメ『ベルゼブブ嬢のお気に召すまま。』オープニングテーマ

ベルゼブブ（CV.大西沙織）、ベルフェゴール（CV.久野美咲）、サルガタナス（CV.加隈亜衣）
- あくまで恋煩い（作詞・作曲）　TVアニメ『ベルゼブブ嬢のお気に召すまま。』エンディングテーマ

劇伴
- TVアニメ『ベルゼブブ嬢のお気に召すまま。』（千葉"naotyu-"直樹と共作）

月鈴白奈（CV.高野麻里佳）
- クレッシェンド・ストーリー（作詞・作曲）　セガの音楽ゲーム「チュウニズム」から生まれたオリジナルガールズバンド『イロドリミドリ』のメンバー、月鈴白奈の楽曲

DREAM!ing
- ゆめの世界へようこそ（作詞）　コロプラ初の女性向けスマートフォン用ゲーム『DREAM!ing（ドリーミング！）』内で使用される楽曲で、1stシングルCD『TAKE A DREAM!!』のカップリング曲

ASCA
- 偽物の恋にさようなら with 分島花音（作詞・作曲）　配信シングルで作詞はASCAとの共作

カラ（CV.山本希望）＆アネット（CV.伊藤美来）
- 魔法possibility（作詞）　リアルタイム3DバトルRPG『キングスレイド』 キャラクターソング第1弾

クロウ（CV.村上聡）＆ミトラ（CV.間島淳司）
- The Hounds（作詞）　『キングスレイド』 キャラクターソング第2弾

西田望見
- doll（作詞・作曲）　デビューミニアルバム『女の子はDejlig（ダイリー）』収録

Machico
- Lunar eclipse（作詞・作曲）　メジャー2ndアルバム『マチビトサガシ』収録

学芸大青春
- ノンフィクション（作詞）

ARCANA PROJECT
- 天運ヘキサグラム（作詞）　2ndシングル『夢で世界を変えるなら』収録

映像作品音楽
- ハーモナイズ展の映像作品の音楽をsugarbeansと担当　　Exhibition “私と私”　Kirigami works x harmonize 3　日時：2021年9月3日(金)〜20日(月)　場所：Gallery 6 / designsix Concept shop HARAJYUKU

Valkyrie
- Acanthe（作詞・作曲）　あんさんぶるスターズ！！ ESアイドルソング season2

AZNANA
- スマートフォン向けアプリゲーム内のBGMおよびテーマソング『GOOD BYE TO BOREDOM』（作詞・作曲・歌唱）の5曲　2022年8月12日、ゲームアプリ配信開始。2024年11月4日、『AZNANA ORIGINAL SOUNDTRACK』として音源のデジタル配信開始。編曲は千葉"naotyu-"直樹。

## イラスト・デザイン
2008年には、イラストの特技を活かし、オンラインゲームアルテイルにてイラストの審査員や、クイズの出題、神経衰弱へのイラストの提供等のコラボレーションを行なっている。2011年には、ヒラリとしてイラスト本を出版するなど、活動の幅を広げている。自身のシングルの特典にも分島本人が描き下ろしたイラストが度々使用されている。
ヒラリ名義
- 個人イラスト集「Flower Sound Orchestra」（2011年2月16日）
- スコットランドのイベント「Scotland Loves Animation」のキービジュアル(2011年)

分島花音名義
- オンラインゲームアルテイルの神経衰弱ゲーム「ミラージュマスター」内で使用されたカードのイラスト(2008年10月)
- KERAにて連載された漫画作品「音女の散歩道」(2009年7月16日〜12月6日)
- 「SMA Time for Action!」Yahooチャリティーオークションにイラストで参加(2011年)
- サンリオピューロランド新アトラクションオープン記念チャリティーイベント「KITTYROBOT展」で作品をデザイン(2012年8月)[28]
- フランスのイベント「Japan Expo Sud 2013」のアニバーサリーポスター(2013年)
- 4thシングル「signal」の店舗別購入者特典の「ストライク・ザ・ブラッド」キャラクターポストカードの描き下ろしイラスト(2014年)
- 5thシングル「killy killy JOKER」の法人拠点特典の「selector infected WIXOSS」版権B2サイズのポスターの描き下ろしイラスト(2014年)
- タカラトミーのTCG、WIXOSSのブースターパック第3弾「ウィクロスTCG ブースターパックスプレッドセレクター」内のカード「羅植 カーノ」のイラスト(2014年)
- 6thシングル「world's end, girl's rondo」の初回盤特典、アニメロミックス配信版特典のWIXOSSカード「羅植 カーノ」のイラスト(2014年)※それぞれ別柄
- 6thシングル「world's end, girl's rondo」の販促ポスターの描き下ろしイラスト(2014年)
- WIXOSSカード「終末の回旋 チェロン」のイラスト(2015年9月17日)
- 同人サークル「ONSEN PROJECT」の1stアルバム「SUI-TEN(すいてん、水天)」のジャケットのイラストとデザイン(2017年)
- デジタルカードゲーム アプリ「WAR OF BRAINS」のカードキャラクター「慟哭のジル・クライハート」イラスト(2017年)とスペシャルサンプラーCDのジャケット(2018年)
- 広州でのアニソンフェス『MOTTO ANISONG FESTIVAL』のキャラクターデザイン(2017年)
- 第23回ＮＨＫハート展　作品制作に参加(2018年)
- 同人サークル「ONSEN PROJECT」の2ndアルバム「ORIENTAL-GIRLFRIEND」のジャケットのイラストとデザイン(2018年)
- コミティア124で販売された自主制作コミック（2018年5月5日）
- TAKARA TOMY 「WAR OF BRAINS・オリジナルサウンドトラック」 ALL GAME CHANGER ・COMPLETE BOX のAmazon予約者限定特典の「慟哭のジル・クライハート US ver. 」オリジナルステッカー（2018年9月19日）

## その他の活動
- 毎週月曜日文化放送「超！A＆G＋」内の番組、A&G ARTIST ZONE ichigo＆分島花音のTHE CATCHにおいて自身初のラジオパーソナリティを務める（2015年7月6日～2016年6月27日）。
- 劇団GAIA crew「アマオト〜星巡ル夜君ヲ探ス」にて、登場人物のセロ弾きのゴーシュへチェロ指導と舞台内で流れる楽曲の一部を提供(2016年)。

## 出演

### テレビアニメ
- ヴァンパイア騎士（2008年、テレビ東京系列）メイド役（第8話特別出演）

### テレビ番組
- ZIP!（2012年5月16日、日本テレビ）番組内コーナー「きてるね。」にて特集
- STUDIO MUSIX（2013年1月6日、アニマックス）ゲスト出演
- STUDIO MUSIX（2014年2月2日、アニマックス）ゲスト出演
- アニ×ボカCOUNT DOWN（2014年3月22日、名古屋テレビ（メ〜テレ））ゲスト出演
- リスアニ！TV 3rd Season（2014年4月12日・19日、TOKYO MX）番組内コーナー「リスアニ!Cafe」に出演
- BLITZ INDEX（2014年8月22日、TBS）LiSA、ichigoと共にゲスト出演
- リスアニ！TV 3rd Season（2015年2月14日・21日、TOKYO MX）番組内コーナー「リスアニ!VOICE」に出演
- アニメマシテ（2015年2月23日、テレビ東京）ゲスト出演
- ごごたま（2015年3月3日、テレビ埼玉）番組内コーナー「Music fan」に出演
- アニメTV（2015年4月22日、TOKYO MX）ゲスト出演
- ごごたま（2016年2月2日、テレビ埼玉）番組内コーナー「Music fan」に出演
- おはよう日本（2016年2月10日、NHK）番組内コーナー「check!エンタメ」にて注目の若手女性チェリストたちとして紹介

### インターネット番組
- ANI-COM RADIO 〜フジワラでいいカナ〜（第11回）ゲスト出演
- TESAGURI SMA（2012年1月10日、Ustream配信）ゲスト出演
- 天野月ニューアルバム「天の樹」発売直前記念生放送〜大きな天の樹の下で〜（2012年7月19日、ニコニコ生放送）ゲスト出演
- A&G ARTIST ZONE 2h（2012年11月2日、超!A&G+文化放送）19時台ゲスト出演
- おねがい♡マリナちゃん 〜17時間目〜（2012年11月3日、ニコニコ生放送）ゲスト出演
- A&G ARTIST ZONE 2h（2012年11月6日、超!A&G+文化放送）ゲスト出演
- A&G Girls Project Trefle（2014年2月15日、超!A&G+文化放送）ゲスト出演
- 三澤紗千香のreal oneself（2014年5月19日〜23日・第356回〜第360回、超!A&G+文化放送）ゲスト出演
- 電波諜報局（2014年5月15日、ニコニコ生放送公式番組）ゲスト出演
- ごちデス(ФωФ)！（2014年9月8日、ニコニコ生放送）ゲスト出演
- 電人☆ゲッチャ！（2014年10月9日、ニコニコ生放送公式番組）21時台ゲスト出演
- selector radio WIXOSS（2014年10月9日第15回、音泉）ゲスト出演
- A&G ARTIST ZONE 2h（2014年10月10日、超!A&G+文化放送）20時台ゲスト出演
- 三澤紗千香のreal oneself（2014年10月13日〜17日・第461回〜第465回、超!A&G+文化放送）ゲスト出演
- 「selector spread WIXOSS」放送開始記念ニコ生特番（2014年10月24日、ニコニコ生放送）20時ゲスト出演
- リスアニ！STUDIO Vol.02（2014年11月8日、ニコニコ生放送）ゲスト出演
- ごちデス(ФωФ)！（2015年2月13日、showroom-live生放送）ゲスト出演
- 三澤紗千香のreal oneself（2015年2月23日〜27日・第556回〜第560回、超!A&G+文化放送）ゲスト出演
- ノン子とのび太のアニメスクランブル（2015年3月12日、超!A&G+文化放送）ゲスト出演
- カヨコ×分島花音　ウルトラシープアニメ部（2015年3月24日・第1回、showroom-live生放送）21時
- カヨコ×分島花音　ウルトラシープアニメ部（2015年4月14日・第2回、showroom-live生放送）20時
- 生でanimelo mix〜新井里美・木戸衣吹のゆるっといぶにんぐ〜（2015年4月18日、ニコニコ生放送）ゲスト出演
- 電波諜報局（2015年4月30日、ニコニコ生放送公式番組）ゲスト出演
- 寺崎と裕香いな仲間たち♪ on the Radio（2015年5月8日、ソラトニワ原宿）ゲスト出演
- リスアニ！STUDIO Vol.04（2015年5月15日、ニコニコ生放送）ゲスト出演
- カヨコ×分島花音　ウルトラシープアニメ部（2015年5月28日・第3回、showroom-live生放送）20時
- ごちデス(ФωФ)！（2015年6月1日、ニコニコ生放送）ゲスト出演
- 吉田尚記のdアニメストアでナイト（2015年6月11日、ニコニコ生放送）ゲスト出演
- カヨコ×分島花音　ウルトラシープアニメ部（2015年6月19日・第4回、showroom-live生放送）20時
- A&G ARTIST ZONE 鷲崎健のTHE CATCH（2015年7月3日、超!A&G+）ichigoと共にゲスト出演
- A&G ARTIST ZONE ichigo＆分島花音のTHE CATCH（2015年7月6日〜2016年6月27日、超!A&G+文化放送）18時〜19時半 パーソナリティ
- カヨコ×分島花音　ウルトラシープアニメ部（2015年7月9日・第5回、showroom-live生放送）20時
- 【RAB】夜は短し話せよRAB第8回放送【リアルアキバボーイズ】（2015年8月27日、ニコニコ生放送）ichigoと共にゲスト出演
- A&G TRIBAL RADIO エジソン（2015年11月14日、超!A&G+文化放送）21時台ゲスト出演

### ラジオ
- A&G 超RADIO SHOW〜アニスパ!〜（2008年11月22日、文化放送）ゲスト出演
- TOKYO No.1 カワイイラジオ（2012年11月24日第31回、JFN系列）ゲスト出演
- 志の輔ラジオ 落語DEデート（2013年8月4日、文化放送）ゲスト出演
- アニソン・アカデミー（2014年2月22日、NHK-FM）ゲスト出演
- 立川志ら乃のサブカル天国（2014年3月21日・28日、ラジオ日本）ゲスト出演
- 激闘！麻布台スタジアムエンスマチューズデー（2014年4月29日、ラジオ日本）20時台ゲスト出演
- ラジ・ドキッ（2014年4月30日、FM宝塚）コメント出演
- スキマから聴こえてくるラジオ〜ジャパラボ〜（2014年11月1日、JFN）ゲスト出演
- 楽器楽園〜ガキパラ〜 for all music-lovers（2014年12月6日、文化放送）18時台ゲスト出演
- USEN C26ch「アーティスト・セルフ・ポートレート」（2015年2月23日〜3月1日）に出演
- 60TRY部（2015年3月3日、ラジオ日本）ゲスト出演
- 週刊 小林ゆう（2015年6月5日・12日、ラジオ日本）ゲスト出演